# Attaques de requin à La Réunion
Pour un article plus général, voir Attaque de requin.

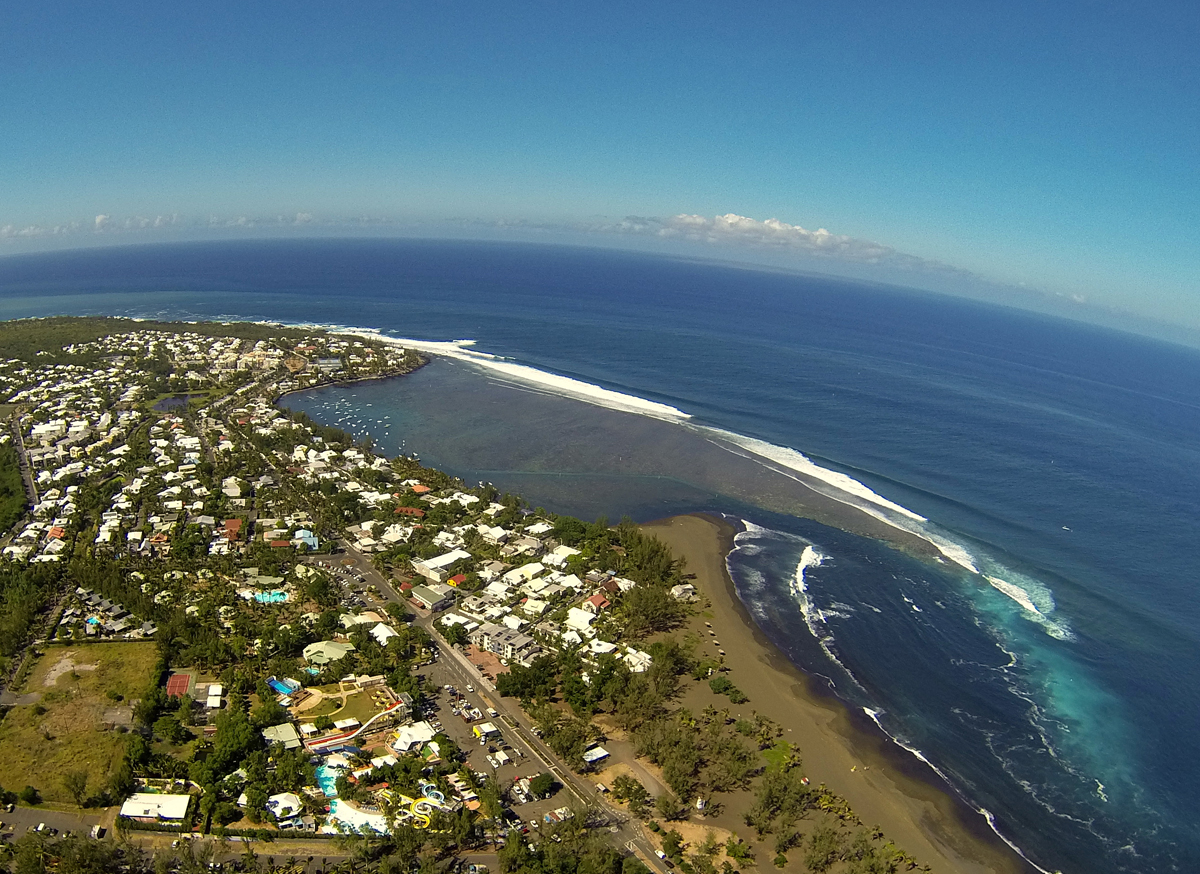
La plage de L'Étang-Salé, sur la côte ouest de La Réunion.

Les attaques de requin à La Réunion concernent les contacts physiques agressifs entre un ou des requins et un humain dans l’habitat naturel des requins aux alentours immédiats de l'île de La Réunion. Les premières attaques recensées ont eu lieu au début du XXe siècle mais, depuis 2011, un pic des attaques constitue un enjeu social et environnemental important. Certains médias ont qualifié la situation de crise requin. Pour répondre à cet état de fait, les autorités ont mis en place un plan gouvernemental requin ayant pour objectif de prévenir et réduire le « risque requin » tenant compte des dimensions économiques, sociales et environnementales.

## Caractéristiques des attaques

### Espèces concernées

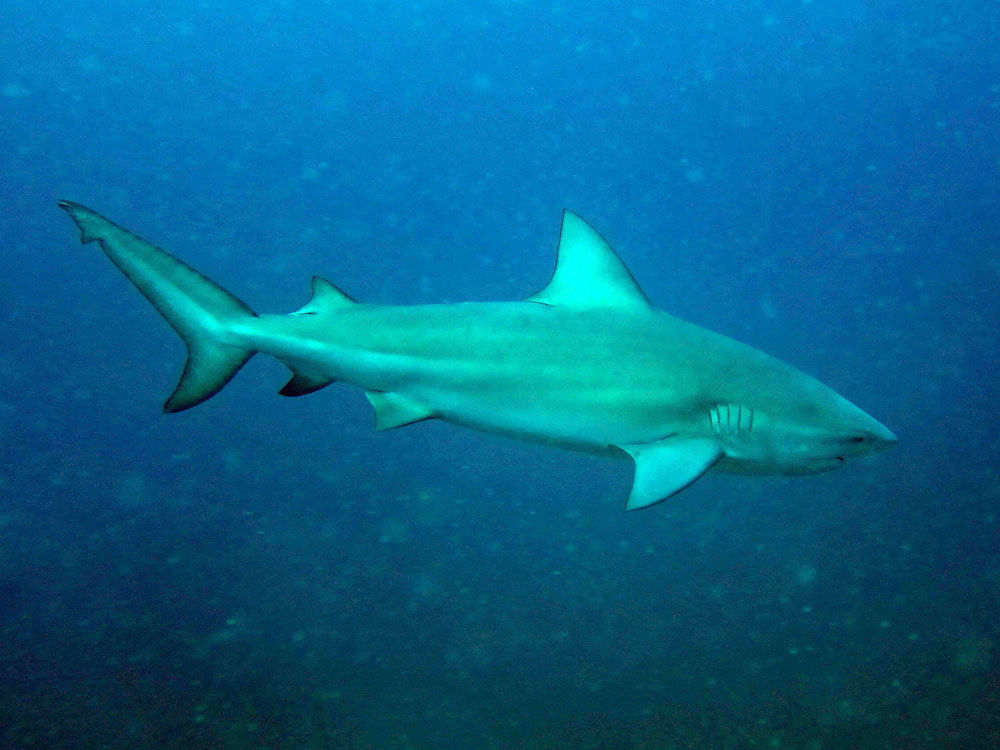
Requin-bouledogue (Carcharhinus leucas).

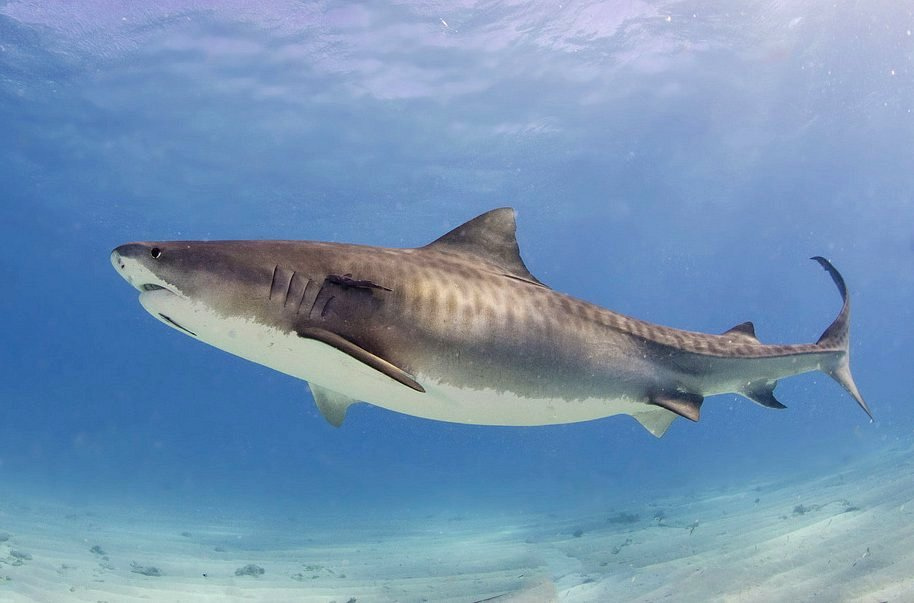
Requin-tigre (Galeocerdo cuvier).

Une thèse de médecine menée sur des attaques entre 1980 et 1999, montre que le requin-bouledogue, le requin-tigre et le requin gris de récif sont les trois espèces responsables des blessures sur cette période. Les attaques ultérieures se fondent essentiellement sur les témoignages des personnes attaquées et des témoins qui désignent majoritairement le requin bouledogue et le requin tigre comme responsables. Une étude publiée en 2017 montre que sur les attaques non provoquées ayant eu lieu entre 2000 et 2016, 11 étaient dues à des requins- bouledogues, 4 à des requins-tigres et 6 n'étaient pas identifiés. L'association « Observatoire marin de la Réunion » cite également le requin pointe blanche, le requin limon faucille (une attaque possible) et le requin mako comme espèces mises en cause dans des attaques depuis le début du XXe siècle.
Au niveau mondial, le requin-tigre est classé comme « quasi menacé » par l'Union internationale pour la conservation de la nature (UICN). Le requin-bouledogue, le requin à pointe blanche sont quant à eux menacés et classés « vulnérables » et le requin limon faucille et le requin mako sont désormais « en danger » d'extinction selon l'UICN.
Avant 2012, aucune étude scientifique n'avait porté sur le requin-bouledogue et le requin-tigre à La Réunion. D'octobre 2011 à janvier 2015, le programme CHARC (Connaissances de l’écologie et de l’habitat de deux espèces de requins côtiers sur la côte ouest de La Réunion), subventionné par des fonds publics et mené par l’Institut de recherche pour le développement (IRD) a marqué des requins-tigres et des requins-bouledogues à l'aide de marques acoustiques repérables par un ensemble de stations d'écoute installées tout au long du littoral de la côte Ouest de l'île,,. L'objectif de ce programme de recherche est de « contribuer à une meilleure connaissance du rôle de ces espèces dans l’écosystème, [permettre] la gestion du risque requin à La Réunion, de constituer un capital valorisable pour restaurer la confiance et soutenir les activités en liens avec le tourisme, de sensibiliser des acteurs socio-économiques de l’île afin d'engager La Réunion dans la politique européenne de protection et de conservation de ces espèces. ».
Mi-novembre 2011 est lancé en parallèle un autre programme de « taggage », financé par des fonds privés collectés auprès des professionnels de la mer et des commerçants de l’île, et mené par la Fédération française d'études et de sports sous-marins (FFESSM). Les 10 balises devaient être posées par les apnéistes Frédéric Buyle et William Winram. Cependant ces derniers n'ayant rencontré aucun requin durant leur mission, aucune balise n'a été placée.
Entre juillet 2015 et mai 2017, l'étude EcoReco-Run (Écologie et Comportement des Requins Côtiers de La Réunion) a analysé l'écologie trophique, la biologie de la reproduction, la dynamique et la génétique des populations des deux espèces concernées, en s'appuyant essentiellement sur la dissection des animaux pêchés dans le cadre du programme Caprequins2. Cette étude montre que les requins-bouledogues présents à la Réunion font partie d'une population présente dans tout le bassin Indo-Pacifique, tandis qu'il existe peu de différenciation entre requins-tigres. Elle confirme également que les requins-bouledogues sont plus côtiers que les tigres et que leur régime alimentaire est plus variable d'un individu à l'autre.
En septembre 2017 débute le projet de recherche EURRAICA (Étude des requins et des raies des côtes réunionnaises).

### Répartition spatio-temporelle des attaques

Évolution des attaques de requin à La Réunion entre 1980 et 2019

Les attaques de requins à La Réunion sont aussi anciennes que la baignade : on recense ainsi des cas mortels depuis au moins 1913, mais un recensement précis n'est en place que depuis les années 1980,.

Carte de répartition des attaques de requin à La Réunion entre 1980 et 2017

Entre 1980 et 2011, 36 attaques de requins ont été recensées à La Réunion (dont 18 sur des surfeurs), réparties de façon hétérogènes autour de 4 pics (1992, 1997, 2001 et 2005). L'année 2011 compte à elle seule 7 attaques, même si le nombre d'attaques fatales a grandement diminué dans le même temps. Cette recrudescence des attaques, avec plusieurs attaques mortelles, dont celles de surfeurs professionnels, a lancé ce que certains médias ont qualifié de « crise requin »,.
Les attaques sont réparties de manière homogène tout au long de l'année, bien que 60 % des attaques mortelles ont eu lieu entre avril et septembre (hiver austral).
Les études menées sur la période 1980-2011 montrent que ces attaques étaient plus nombreuses entre 17 et 19 heures, avec une sur-représentation des attaques dans les minutes qui précèdent le crépuscule. Les surfeurs sont ceux qui subissent le plus les attaques crépusculaires, contrairement aux autres activités plus réparties dans la journée.
Plus de 80 % des attaques entre 1980 et 2011 ont eu lieu sur la côte Sud et Ouest de l'île, quelle que soit l'activité pratiquée. La majorité des attaques ont eu lieu sur des fonds meubles de type galet ou sable, ainsi qu'à proximité des récifs coralliens (zones fréquentées par les pratiquants de sports de loisir),. Les attaques ont lieu a proximité des ravines (moyenne de 600 m sur la période 1980-2011).
Entre 1980 et 2011, 68 % des attaques de requins recensées qui se sont produites dans le Sud-Ouest de l'Océan Indien (Madagascar, Mayotte, Seychelles, ile Maurice et La Réunion) ont eu lieu autour de l'île.

### Autres caractéristiques
Les attaques ont lieu majoritairement dans certaines conditions :
- le nombre d'attaques est inversement proportionnel à la température de l'eau (ce qui est lié à la saison des attaques, en hiver)[19].
- le nombre d'attaques augmente avec la turbidité[19].
- les attaques sont généralement précédées d'une période de précipitation de 1 à 3 jours[19].

### Victimologie

Echelle SIT des victimes d'attaques de requins à La Réunion entre 1980 et 2011 et entre 2000 et 2016

La majorité des victimes sont des surfeurs avec en moyenne 0,6 attaques par an sur la période 1980-2011. Les chasseurs sous-marins sont les secondes victimes les plus nombreuses avec 0,3 attaques par an sur la même période. La probabilité que l'attaque soit fatale est plus élevée pour les surfeurs, nageurs et windsurfeurs que pour les chasseurs sous-marins. Entre 2000 et 2016, 86 % des victimes sont des surfeurs et bodysurfeurs.
Les attaques concernent essentiellement des personnes isolées (à l'exception des surfeurs) .
Entre 1980 et 2011, les attaques ne concernent que des hommes, en majorité entre 20 et 29 ans, ce qui correspond au profil des pratiquants de sports nautiques. Une étude clinique menée sur les victimes entre 2011 et 2013 montre un âge moyen des victimes de 28 ans. Une autre étude concernant les attaques ayant eu lieu entre 2000 et 2016 montre un âge moyen de 30 ans.
Sur la période 1980-2011, 15,4 % n'engendrèrent aucune blessure, 23,1 % des blessures légères, 11,5 % des blessures graves pouvant aller jusqu'à la perte d'un membre, et 50 % des attaques furent fatales. Une étude précédente menée sur 96 attaques à travers le monde en 2010 montre une moyenne de 8,3 % de blessure de niveau 5 (blessures très graves entrainant dans la plupart des cas la mort). Sur la période 2000-2016, sur 21 attaques étudiées, 8 victimes décédèrent, 5 souffrirent de blessures majeures (niveaux 4/5), 6 eurent des blessures vasculaires graves (niveaux 2/3) et 2 ne subirent que des blessures superficielles. Ces niveaux correspondent à l'échelle « shark induced trauma »,.
Le nombre d'attaques mortelles est passé de 10 sur la décennie 1990-2000 à seulement 3 sur la décennie 2000-2011.  Mais entre 2011 et 2019, onze personnes ont été tuées, dont deux femmes.

## Causes suspectées
Les principaux facteurs actuellement reconnus comme ayant favorisé cette crise sont la présence saisonnière des requins-bouledogues près des côtes pendant une période de reproduction (hiver austral, entre mai et octobre), dans un environnement dégradé (manque de nourriture, notamment dû à la surpêche), avec une agressivité et une pression plus forte pour la recherche alimentaire. 

### Causes intrinsèques
Les résultats du programme CHARC montrent que les requins-tigres sont très mobiles, pouvant se déplacer sur plusieurs milliers de kilomètres (un individu a ainsi été repéré à Madagascar, à 2 000 km de l'endroit où il a été marqué). Les individus présents sur les côtes de La Réunion feraient donc partie d'une vaste population présente dans tout le Sud-Ouest de l'océan Indien et non une population locale fermée. Les requins-bouledogues seraient plus côtiers même si l'étude a mis en évidence des individus se déplaçant entre 150 et 450 km au sud des côtes de l'île.
Les premières observations du programme CHARC montrent que la présence des requins-tigres et des requins-bouledogues sur les côtes de La Réunion est saisonnière, avec davantage de requins marqués détectés l’hiver que l’été et des pics de présence dans certaines zones au cours des périodes de transition (hiver-été en septembre-octobre ou été-hiver en mars-avril). Ce phénomène cyclique semble correspondre à des comportements de migration et de reproduction, avec notamment une compétition accrue entre les mâles qui augmente leur agressivité.
Les heures en fin de journée, essentiellement les minutes avant le crépuscule, correspondent à la fin des activités humaines sur l'eau et au début des heures de chasse des requins.
Le vétérinaire Éric Clua suggérait en 2013 que les attaques pourraient être dues à un ou plusieurs individus déviants. Deux femelles bouledogues marquées dans le cadre du programme CHARC ont été plusieurs fois repérées (a posteriori) aux abords de certaines zones, peu avant les attaques. Au moment des attaques les deux femelles incriminées n'étaient plus sur zone. Ces balises posées en 2011/2012 et avec une autonomie de deux ans ont depuis cessé d’émettre.
Le faible nombre de détections du programme CHARC et le comportement de ces animaux n’indiquent pas une surabondance d’individus, mais une occupation de l’habitat variable en fonction des conditions environnementales favorables ou défavorables qu’ils rencontrent. Plus que le nombre de requins présents, ce serait le mode d’occupation du milieu et les contraintes environnementales qui conduiraient certains requins-bouledogues à occuper la frange du littoral.

### Démographie et fréquentation

Évolution de la démographie et du tourisme sur l'île

Les côtes Ouest et Sud, où ont lieu la majorité des attaques, concentrent l'essentiel des activités nautiques dont la majorité des spots de surf qui concernaient en 2012 environ 2000 pratiquants,. La première attaque sur surfeur a eu lieu en 1988, ce qui correspond au début de l’essor de ce sport. En 2012, environ 200 personnes pratiquaient le windsurf, essentiellement sur les sites de Saint-Pierre, L'Étang-Salé, Saint-Leu, La Saline et La Possession (côtes Ouest et Sud). La baignade a lieu presque exclusivement dans le lagon.
Entre 1980 et 2010, la distribution des attaques dans le temps est décorrélé de la démographie de La Réunion, en croissance constante sur cette période. Cependant les attaques sur les surfeurs augmentent sur cette période de manière synchrone avec la démographie et l'urbanisation sur l'île.
En 2011, la fréquentation touristique culminait à plus de 470 000 visiteurs annuels, avec un développement intense des activités nautiques et notamment du surf sur cette période[réf. souhaitée].
Aucune étude n'a pour l'instant établi de corrélation directe entre l'augmentation de la démographie et du tourisme et le nombre d'attaques. Cependant, l’augmentation du nombre d’attaques sur les surfeurs reflète globalement (avec un pas d'analyse de 5 ans) l’augmentation démographique et urbaine, et donc celle du nombre de pratiquants.

### Mesures de protection de l'environnement
En 2007, est créée la Réserve naturelle marine de La Réunion qui selon certains détracteurs,,, serait devenue le « garde-manger des requins », qui les attirerait vers la côte. Cependant, seuls 5 % de cette réserve sont entièrement protégés, les autres 95 % étant accessibles aux activités nautiques, comme avant sa création. 49 pêcheurs professionnels et 800 pêcheurs traditionnels opèrent encore au sein de la Réserve naturelle. En 2012, cette accusation est réfutée par les spécialistes qui indiquent une faible augmentation de la densité de poissons dans la réserve, celle-ci restant « trois fois moins » que sur la plupart des récifs indo-pacifique. En 2017 un second rapport vient faire état d'une légère hausse du nombre d’espèces différentes et une très faible augmentation de leur biomasse (nombre d’individus). Dans ce contexte, la Réserve marine de La Réunion aurait un rôle de régulation de ces attaques de requins, plutôt qu'un rôle d'attraction.
Par ailleurs, la vente de chair de requin est interdite sur l'ensemble de l'île depuis 1999 en raison de la présence possible de ciguatoxines, qui la rendent impropre à la consommation car responsables de la ciguatera. Mais depuis l'attaque du 12 avril 2015, le gouvernement encourage et intensifie la pêche aux requins-tigres et bouledogues, y compris dans la Réserve marine. Les requins sont ainsi pêchés sur la côte Ouest de l'île dans les communes qui participent à Cap Requin (Saint-Paul, Trois-Bassins, Saint-Leu et L'Étang-Salé), bien qu'un requin ait été pêché dans le cadre du programme Cap Requin 2 à Sainte-Rose (incluant la majeure partie de la Réserve Marine).

### Anthropisation
Un écosystème dégradé, tel que les récifs de La Réunion, peut être source d'un changement comportemental et démographique dans les populations de requins pélagiques. [réf. souhaitée] Avec le développement urbain grandissant, la pollution est une autre cause probable. Certaines eaux usées à forte turbidité sont rejetées dans la mer, ce qui constitue un environnement propice aux requins-bouledogues qui raffolent des eaux à faible salinité. Les déversements des déchets, dont des carcasses d'animaux morts, via les ravines lors des nombreux épisodes de pluie, sont une cause certaine d'attractivité pour les squales bien que cela n'ait pas pu être prouvé scientifiquement. Par ailleurs, la pollution sur le littoral a causé la disparition des coraux et de tout un écosystème lié, dont les requins de récif, prédateurs a priori des juvéniles de requins-bouledogues et tigres.
Selon Marc Soria, chercheur à l'IRD, La Réunion n’est pas une zone riche pour le requin, aussi toute petite variation, même naturelle, des populations de poissons peut amener une pénurie. La surpêche de certains petits poissons dont les requins se nourrissent pourraient entraîner une détresse alimentaire, incitant les squales à se rapprocher des côtes, à augmenter leur comportement d'exploration et être plus agressifs.
Des élevages piscicoles installés en 1998 ont été fréquemment pointés du doigt, notamment la ferme aquacole de la baie de Saint-Paul, car ils attireraient les requins près des côtes[réf. souhaitée]. Pour les éleveurs, la présence des requins dans cette zone n'est pas due à la présence de ces élevages mais plutôt à la proximité de l'embouchure de l'étang de Saint Paul, une réserve d'eau douce se jetant dans la baie de Saint-Paul, car ceux-ci apprécierait les eaux à faible salinité qui leur permettraient de se déparasiter et de dépenser moins d'énergie (le processus d'osmorégulation est en effet coûteux en énergie) lors de gestations. Selon eux, les requins sont parfois aperçus près des cages, mais n'y sont pas inféodés. Le tribunal de commerce met fin à cette activité commerciale en 2013.
En 1988 des dispositifs de concentration de poisson (DCP) ont commencé à être installé autour de l'île et en 2000 des récifs artificiels ont été placés le long de la côte.
Le rapport de l'étude EcoReco-Run publié en 2017 mentionne qu'un tiers des estomacs des requins tigre analysés contiennent des restes d'animaux terrestres, essentiellement des poulets. Cette présence est expliquée par « le caractère généraliste et opportuniste du requin tigre, et met également en évidence son rôle de recyclage des déchets organiques dans les écosystèmes côtiers ». Si la présence de ce type de reste n'est pas exceptionnelle, la présence de cette quantité de poulet ne semble pas être expliquée par un apport naturel, selon les rapporteurs, qui émettent l'hypothèse d'un culte religieux. Le rapport mentionne également une grande part de déchets de pêche et de poissonneries dans les estomacs des deux espèces (~15 % en masse), dont l'origine est inconnue. Les rapporteurs posent la question de l'origine de ces différents déchets et leur rôle dans la fixation des requins proche des côtes. La distance à laquelle le rejet de déchets de pêche est autorisé à la Réunion est de 2,5 milles nautiques, ce qui est faible pour un requin-tigre.

## Enjeux
Outre les enjeux humains liés aux attaques (blessures graves, voire décès), ces rencontres violentes se confrontent à des enjeux sociaux, économiques et environnementaux sur l'île de La Réunion.

### Enjeux économiques
Ces attaques affecteraient notamment le surf réunionnais et les autres activités nautiques locales. Selon la Fédération française d'études et de sports sous-marins (FFESSM), les plongeurs rencontrent très peu de requins sous l'eau, même si les attaques de requins provoquent des « dégâts collatéraux » sur l'activité de plongée.
Cependant l'île de La Réunion continue à attirer les touristes et l'aéroport de La Réunion-Roland-Garros bat en 2017 un nouveau record de fréquentation notamment sur l'axe métropole-Réunion.

### Enjeux sociaux
Au fil du temps, la crise requin à La Réunion pourrait se transformer en une crise identitaire : en effet, les surfeurs (qui représentent la majorité des victimes) seraient majoritairement des métropolitains (des « zoreils ») alors que les créoles (originaires de l'île), moins friands d'activités nautiques, se sentiraient moins concernés par cette crise.

## Mesures prises

### Protection directe

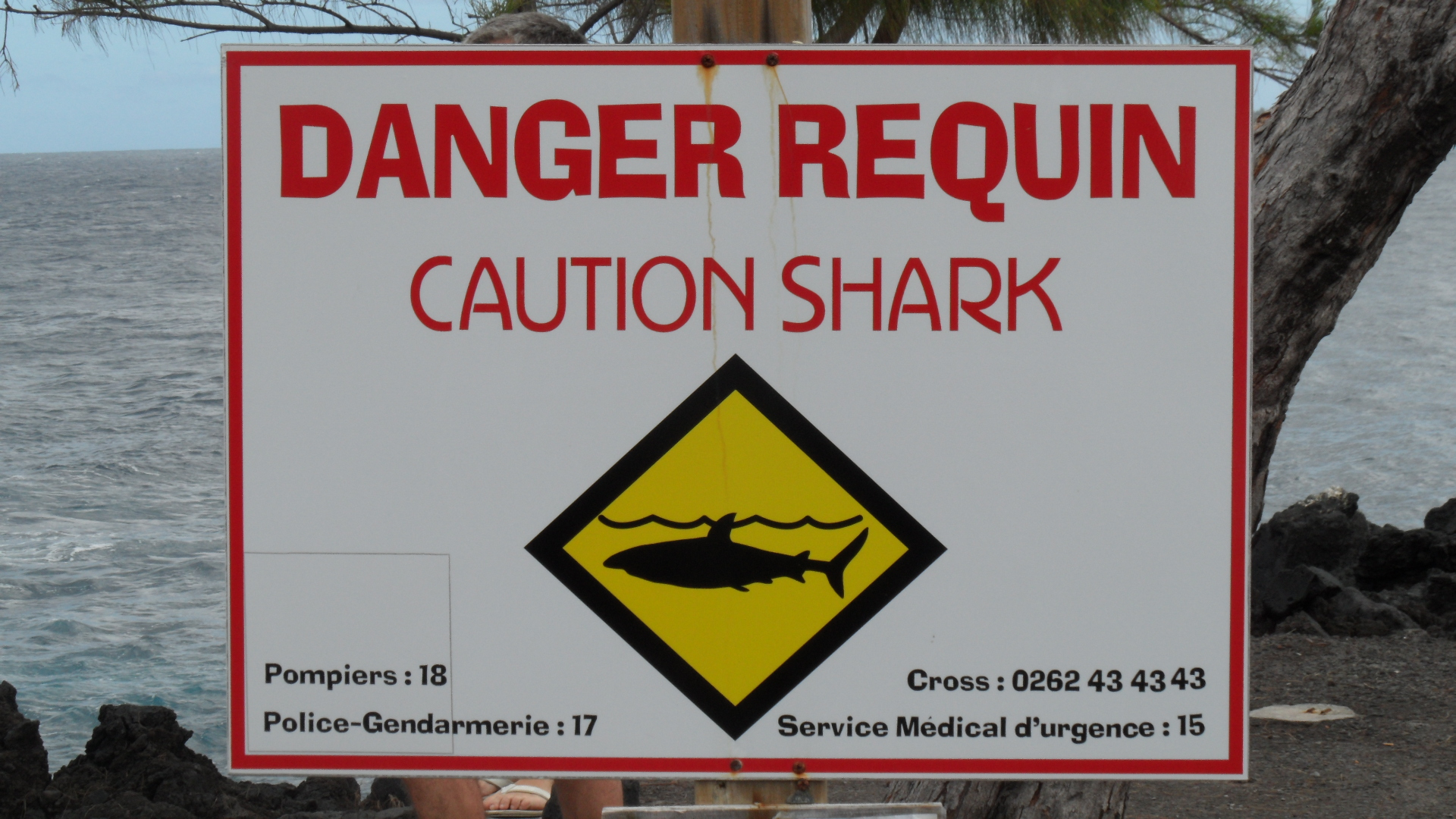
Panneau Danger requin sur une plage de La Réunion.

À la suite de nombreux accidents survenus, le préfet de La Réunion publie depuis le 26 juillet 2013 une série d'arrêtés provisoires rendant interdite la baignade hors des zones sécurisées. Le 13 août 2013, le conseil d’État donne au préfet Jean-Luc Marx 10 jours pour « prendre les mesures les mieux à-mêmes [sic] de réduire le risque » au travers d'une campagne d'information permettant d'assurer le respect de l'interdiction de baignade, de surf et de bodyboard.
Des filets anti-requins ont également été installés sur certaines plages.

### Pêche de requins
En septembre 2011, après la disparition du surfeur Mathieu Schiller (dont le corps n'a pas été retrouvé) et après la mise en place d'une pêche préventive des requins sédentarisés réclamée par de nombreux surfeurs insulaires, de nombreux requins sont pêchés à La Réunion, notamment grâce à un système de drum lines. En août 2012, les autorités autorisent la pêche de 19 requins-bouledogues ou requins-tigres. Cette opération, commanditée par l’État avec la participation du comité des pêches et de l’université de La Réunion vise à déterminer si la chair des squales est contaminée par des ciguatoxines (toxines produites par des microalgues rendant la chair impropre à la consommation car responsable de la ciguatera) et également effectuer des prélèvements afin de mieux comprendre leur environnement. Elle débute en octobre 2012.
Les études scientifiques (programme CHARC) étant encore considérées comme insuffisantes pour apporter des éléments d'aide à la décision suffisants, les autorités ont souhaité maintenir une activité de pêche visant à réduire les populations de requins-tigres et bouledogues, sans certitude de l'effet sur les attaques.
En 2017, des associations de protection de la nature font remonter le fait que les drum-lines n'étaient pas adaptées à sécuriser les plages et que ce fait était connu par certains porteurs de projet.
Début 2018 est annoncé le démarrage de la campagne Cap Requins 3.
La pêche de requins dans le but de prévenir les attaques est critiquée par certaines associations de protection de la nature qui remettent en cause son efficacité. Pour ses détracteurs elle n'a aucun effet préventif positif, car les niches écologiques rendues ainsi vacantes seraient systématiquement reprises par d'autres requins.[réf. nécessaire]

## Réactions

### Opposition à la Réserve naturelle
Les prises de positions médiatiques de plusieurs personnalités politiques (comme le président d'honneur du Medef Réunion, Didier Robert, sénateur et président du Conseil Régional (LR), et Jean-Paul Virapoullé, maire de Saint-André et vice-président du Conseil Régional (LR)), ainsi que d'associations ont mené une fronde contre la Réserve naturelle marine de La Réunion considérée dès lors comme responsable de l'augmentation des attaques. L'attaque de 2017 a donné lieu à des violences contre les locaux de la Réserve marine (tags, cocktails Molotov) alors que l'accident s'était déroulé à Saint-André, c'est-à-dire à l'autre bout de l'île.
Selon l'association Shark Citizen, « l’existence de la Réserve en tant que telle et sa nécessité ne sont pas remises en question, et sont soutenues par l’écrasante majorité des acteurs concernés. En revanche, sa gestion interne, les processus de concertations jugés comme ayant été négligés et le manque de transparence provoquent un rejet de ces acteurs ».

### Prises de position médiatiques
Lamya Essemlali, la présidente de l’ONG Sea Shepherd France s'en est prise en 2011 aux surfeurs réunionnais dans une tribune intitulée Les surfers réunionnais, une honte pour la communauté mondiale du surf. La réaction ne se fait pas attendre dans la presse locale et sur les réseaux sociaux avec une pétition (ayant recueilli plus de 5 000 signatures) exigeant la démission de Lamya Essemlali. Le 4 octobre 2011, la présidente de Sea Shepherd France présente des excuses dans un nouvel éditorial intitulé Mes excuses aux surfeurs péi.
Le surfeur américain Kelly Slater, a lui aussi pris part au débat en déclarant en 2017, que La Réunion avait « besoin de réaliser de sérieuses captures » et cela « quotidiennement », tout en se disant un fervent protecteur de la cause animale depuis maintenant de nombreuses années.

### Filmographie, médias
- Rémy Tézier,  Attaques de requins à La Réunion : l'enquête , 2013, ARTE France, TEC TEC Production.
- Cloée Lecomte, Romain Potocki et Sylvie Millet,  L'Île aux requins, Carnet de voyage d'Envoyé spécial, 7 août 2014.
- Jean François Nativel,  Requins à La Réunion une tragédie moderne  (décembre 2015, 272 pages) : un livre qui retrace les cinq années de lutte en faveur de la mise en œuvre d'une politique publique en réponse au risque d'attaques de requin.
- Maxime Conjard, Surf qui peut : l'histoire du surf à La Réunion, 2017, France Ô.